# Hyposidra rauca
Hyposidra rauca är en fjärilsart som beskrevs av W. Warren 1905. Hyposidra rauca ingår i släktet Hyposidra och familjen mätare. Inga underarter finns listade i Catalogue of Life.